# Kosmopoisk
 (juillet 2023).
La mise en forme du texte ne suit pas les recommandations de Wikipédia : il faut le « wikifier ».
Les points d'amélioration suivants sont les cas les plus fréquents. Le détail des points à revoir est peut-être précisé sur la page de discussion.
- Les titres sont pré-formatés par le logiciel. Ils ne sont ni en capitales, ni en gras.
- Le texte ne doit pas être écrit en capitales (les noms de famille non plus), ni en gras, ni en italique, ni en « petit »…
- Le gras n'est utilisé que pour surligner le titre de l'article dans l'introduction, une seule fois.
- L'italique est rarement utilisé : mots en langue étrangère, titres d'œuvres, noms de bateaux, etc.
- Les citations ne sont pas en italique mais en corps de texte normal. Elles sont entourées par des guillemets français : « et ».
- Les listes à puces sont à éviter, des paragraphes rédigés étant largement préférés. Les tableaux sont à réserver à la présentation de données structurées (résultats, etc.).
- Les appels de note de bas de page (petits chiffres en exposant, introduits par l'outil «  Source ») sont à placer entre la fin de phrase et le point final[comme ça].
- Les liens internes (vers d'autres articles de Wikipédia) sont à choisir avec parcimonie. Créez des liens vers des articles approfondissant le sujet. Les termes génériques sans rapport avec le sujet sont à éviter, ainsi que les répétitions de liens vers un même terme.
- Les liens externes sont à placer uniquement dans une section « Liens externes », à la fin de l'article. Ces liens sont à choisir avec parcimonie suivant les règles définies. Si un lien sert de source à l'article, son insertion dans le texte est à faire par les notes de bas de page.
- La présentation des références doit suivre les conventions bibliographiques. Il est recommandé d'utiliser les modèles {{Ouvrage}}, {{Chapitre}}, {{Article}}, {{Lien web}} et/ou {{Bibliographie}}. Le mode d'édition visuel peut mettre en forme automatiquement les références.
- Insérer une infobox (cadre d'informations à droite) n'est pas obligatoire pour parachever la mise en page.

Pour une aide détaillée, merci de consulter Aide:Wikification.
Si vous pensez que ces points ont été résolus, vous pouvez retirer ce bandeau et améliorer la mise en forme d'un autre article.
Kosmopoisk (en russe : « Космопо́иск », le nom complet étant Общероссийская научно-исследовательская общественная организация, ОНИОО), soit en français « Organisation publique russe de recherche », est une organisation qui déclare se consacrer à l'ufologie, la cryptozoologie et à d'autres phénomènes mystérieux. Créée en 1980, elle s'est élargie en 2001 à l'international. En 2004, elle s'est enregistrée sous le nom d'Organisation scientifique russe. La plupart des activités prennent la forme d'expéditions vers des sites susceptibles d'avoir abrité des activités extraterrestres ou des créatures étranges.

## Origine
L'organisation a été fondée par l'écrivain russe de science-fiction Alexandre Kazantsev, l'ingénieur aéronautique Vadim Chernobrov, l'astronaute Gueorgui Beregovoï, et d'autres passionnés, afin d'explorer les mystères de l'univers et de la nature, à la recherche de nouvelles façons de développer la technologie spatiale. En 1945, Kanzanstev commence des recherches sur l'Événement de la Toungouska de 1908, et tente de le lier à un accident et une explosion d'OVNI. 
En 1980, Chernobrov et ses collègues de l'Institut d'aviation de Moscou créent l'organisation dont les objectifs sont de collecter des informations sur les Ovnis et les événements anormaux dans toute  l'ex-Union Soviétique, de développer un appareil Lovondatr (c'est-à-dire « véhicule temporel »)[réf. nécessaire], et d'envoyer des expéditions pour explorer les zones anomales les plus prometteuses. En 2004, le groupe s'enregistre sous le nom de Kosmopoisk. Ils se considèrent eux-mêmes comme la plus grande organisation non-commerciale publique de recherche dans le monde.[réf. nécessaire]

## Adhérents
L'organisation revendique plus de 2 500 membres actifs avec plus de 100 groupes dans 25 pays. Elle a organisé plus de 250 expéditions.[réf. nécessaire]

## Expéditions
Dans les années 1990, des expéditions ont eu lieu chaque année. Pour réduire les coûts, l'auto-stop a été le principal moyen de déplacement. Par exemple, en 1999, le groupe a fait une expédition au lac Labynkyr en Yakoutie, République de Sakha, où un monstre sous-marin, semblable à Nessie, aurait été vu périodiquement depuis les années 1960. Ils ont fait de l'auto-stop sur la route fédérale de la Kolyma. Ils ont recueilli des témoignages dans une base de données.
L'un des lieux enquêté par le groupe a été celui de l'atterrissage d'une météroïte à Korenevo dans l'Oblast de Kalouga. La météorite a atterri en octobre 1996. Le groupe y a conduit des expéditions annuelles de 1997 à 2003. L'objectif n'est pas seulement à la recherche du point d'impact, mais aussi  de faire participer un grand nombre de personnes, souvent appartenant à  des établissements d'enseignement, au processus de recherche.
Un autre événement annuel est le « suivi » de l'expédition au sud de la Russie, principalement dans la région de Krasnodar pour enquêter sur les Cercle de culture avant qu'ils ne soient endommagés par les touristes. 
Un autre expédition a concerné le site de la « Crête de la mère ourse » (en russe : Медведицкая гряда ; Medveditskaya gryada), qui est situé dans l'Oblast de Volgograd. Ce lieu est considéré comme l'une des plus impressionnantes zones anomales en Russie, où de multiples observations d'« Ovni triangle, de mystérieux tunnels souterrains, et d'un possible Voyage dans le temps Lovondatr-7 » ont été rapportés. Le groupe a commencé à explorer la crête dans les années 1980.
En 2002 et 2003, le groupe a fait des expéditions au lac de Brosno dans l'Oblast de Tver à la recherche de la créature sous-marine dite « Brosnya ». Selon les légendes, Brosnya a d'abord été repéré par les envahisseurs mongols en 1240. Le groupe a utilisé un sonar sous-marin. Ils ont conclu que la Brosnya a vraisemblablement été causé par d'énormes éruptions de gaz à partir du fond du lac.
De 2002 à 2004, le groupe a fait des expéditions à Verkhoshizhemye dans l'Oblast de Kirov pour explorer des  habitats de créatures de type bigfoot. Ils ont trouvé et photographié quelques lieux probables de séjour.
En 2002, le groupe a lancé une expédition pour trouver le nain de Kychtym, « Alyoshenka ». Ils ont voyagé à Kychtym , qui est situé dans le District fédéral de l'Oural. Le nain serait apparu dans la ville à la fin des années 1990, après sa mort, son corps aurait  été récupéré par des officiers de la milice, puis été volé. Les membres de l'expédition ont recueilli des témoignages, trouvé un possible site d'atterrissage d'Ovni  et exploré une profonde grotte, où ils soupçonnent que les nains auraient pu avoir vécu.
En mai et juin 2003, le groupe a organisé une expédition vers la rivière Vitim en Sibérie pour enquêter sur le site de l'Événement de Vitim, lieu d'une grande explosion que l'on suppose être consécutive à l'écrasement d'une météorite.